# 南京太平天国历史博物馆
太平天国历史博物馆是中华人民共和国文化部批准成立的中国唯一的太平天国史专题博物馆，设于江苏省南京市瞻园路128号的江南园林瞻园内，为国家二级博物馆，也是南京市博物总馆的重要组成部分。
该博物馆由罗尔纲筹建于1952年，1956年10月1日在堂子街原太平天国某王府建立太平天国纪念馆，1958年5月迁至现址，1961年1月改为现名。
太平天国历史博物馆藏有太平天国历史文物二千余件，一级藏品数十件套，以及大量原始档案和图书资料，是中国收藏太平天国相关文物、史料最丰富的研究机构。

## 馆藏
太平天国历史博物馆在1950年筹建时就开始了文物、档案的征集工作，至2011年已收集太平天国有关文献、文物2800余件，拍摄太平天国文物、遗址、遗迹、资料照片1万余张，收集清官方原始档案、清末重要人物信札合计2000余卷宗，道光、咸丰、同治、光绪年间有关书籍刻本、抄本6000余册，从其他博物馆、图书馆、档案馆抄录、复制资料数千万字。馆藏文物中国家一级文物数十件（套），其中包括国宝级存世孤品。

## 展览

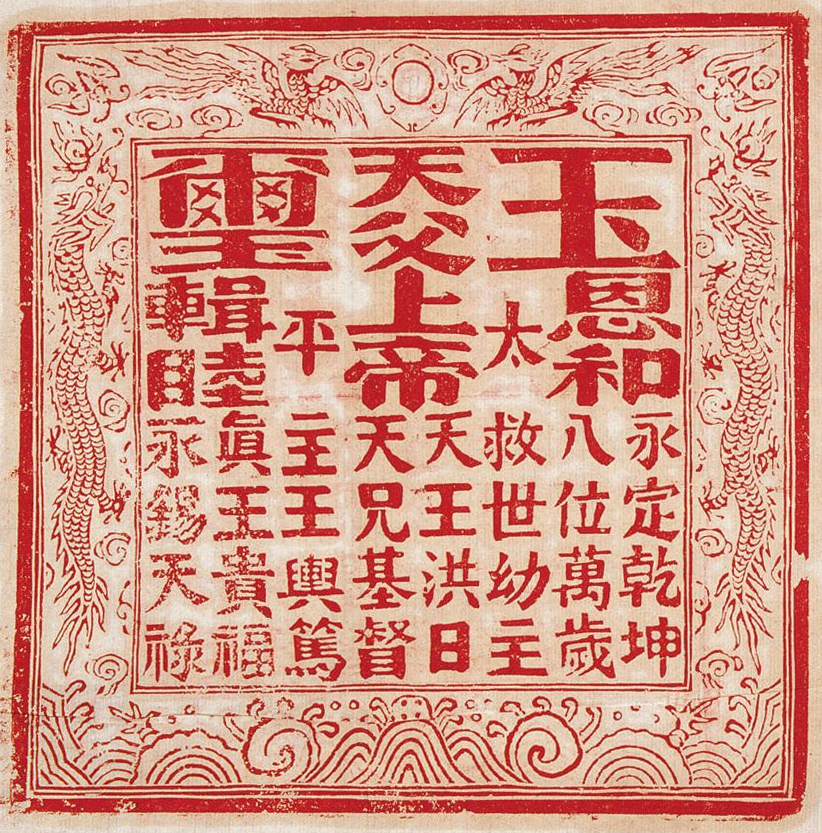
天王洪秀全玉玺拓片
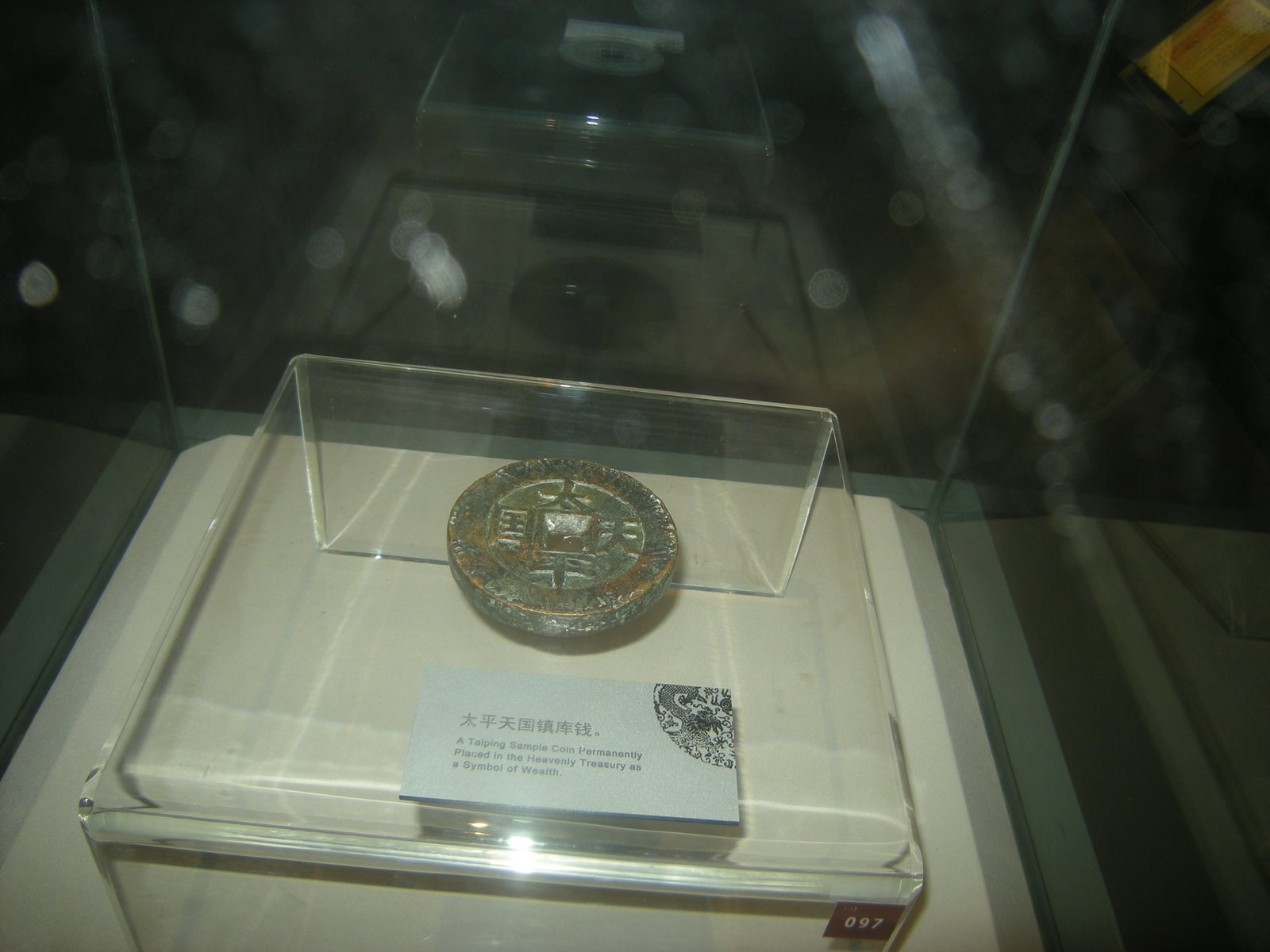
太平天国镇库钱
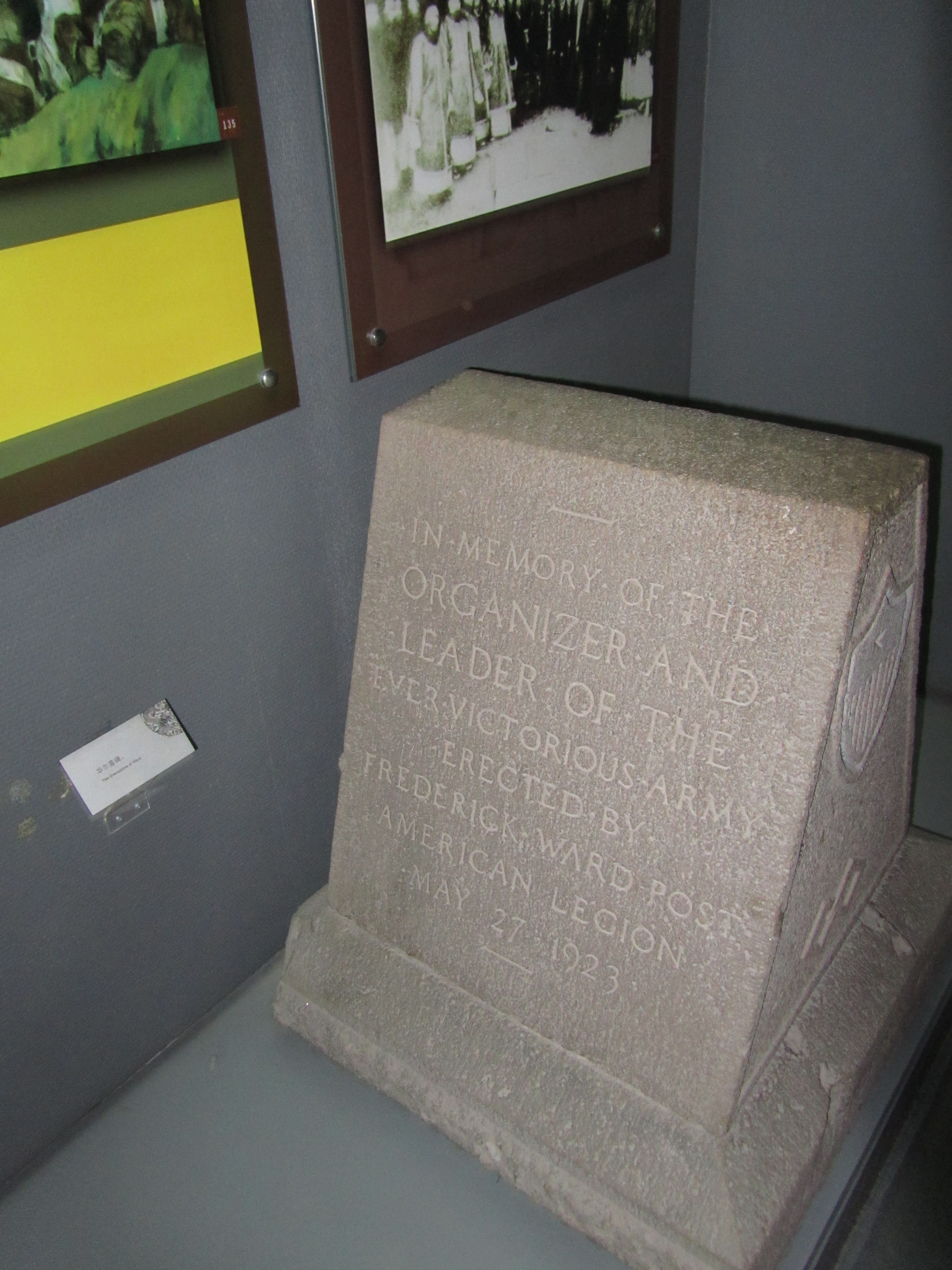
弗雷德里克·汤森德·华尔墓碑
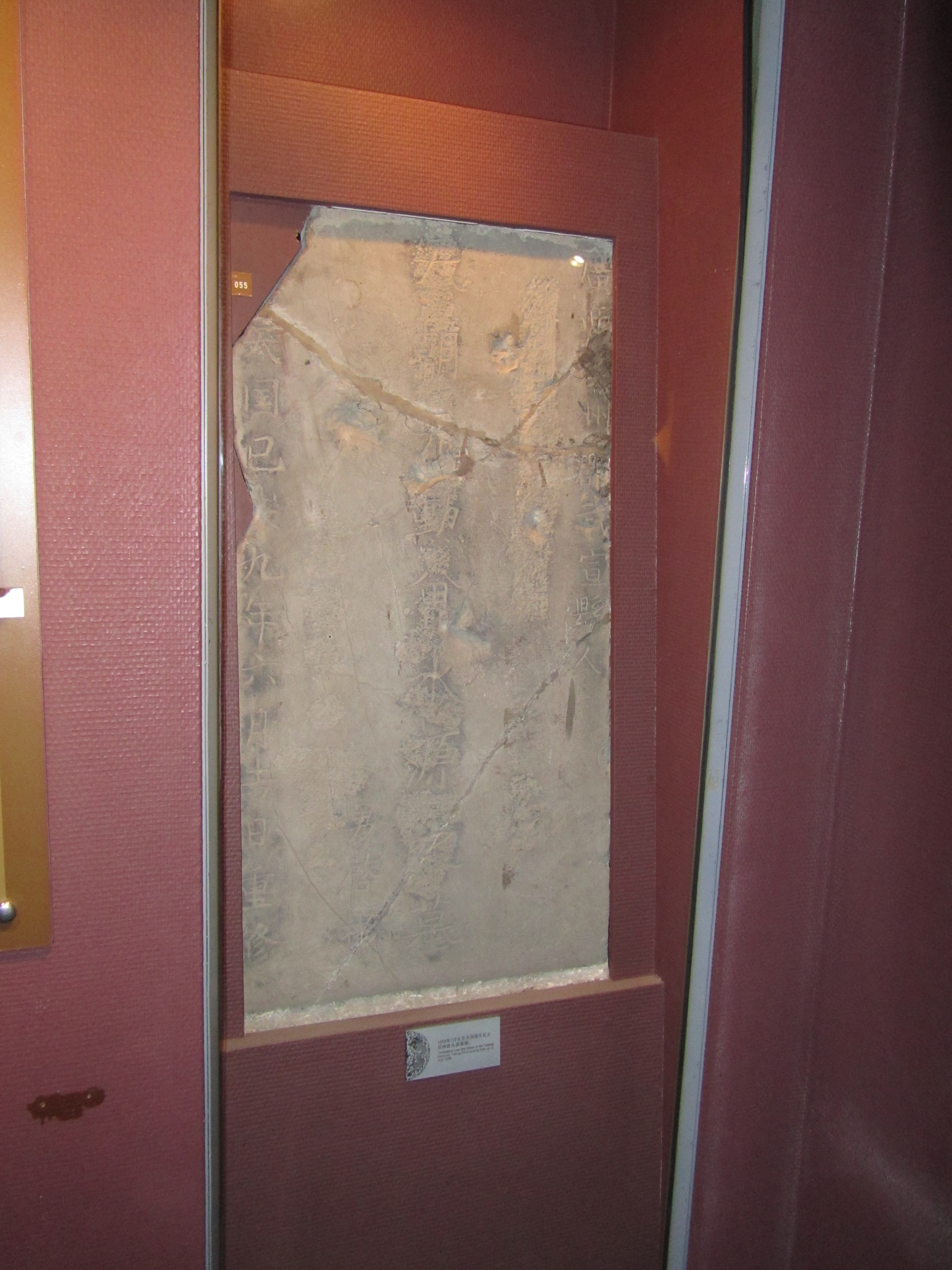
曾水源墓碑
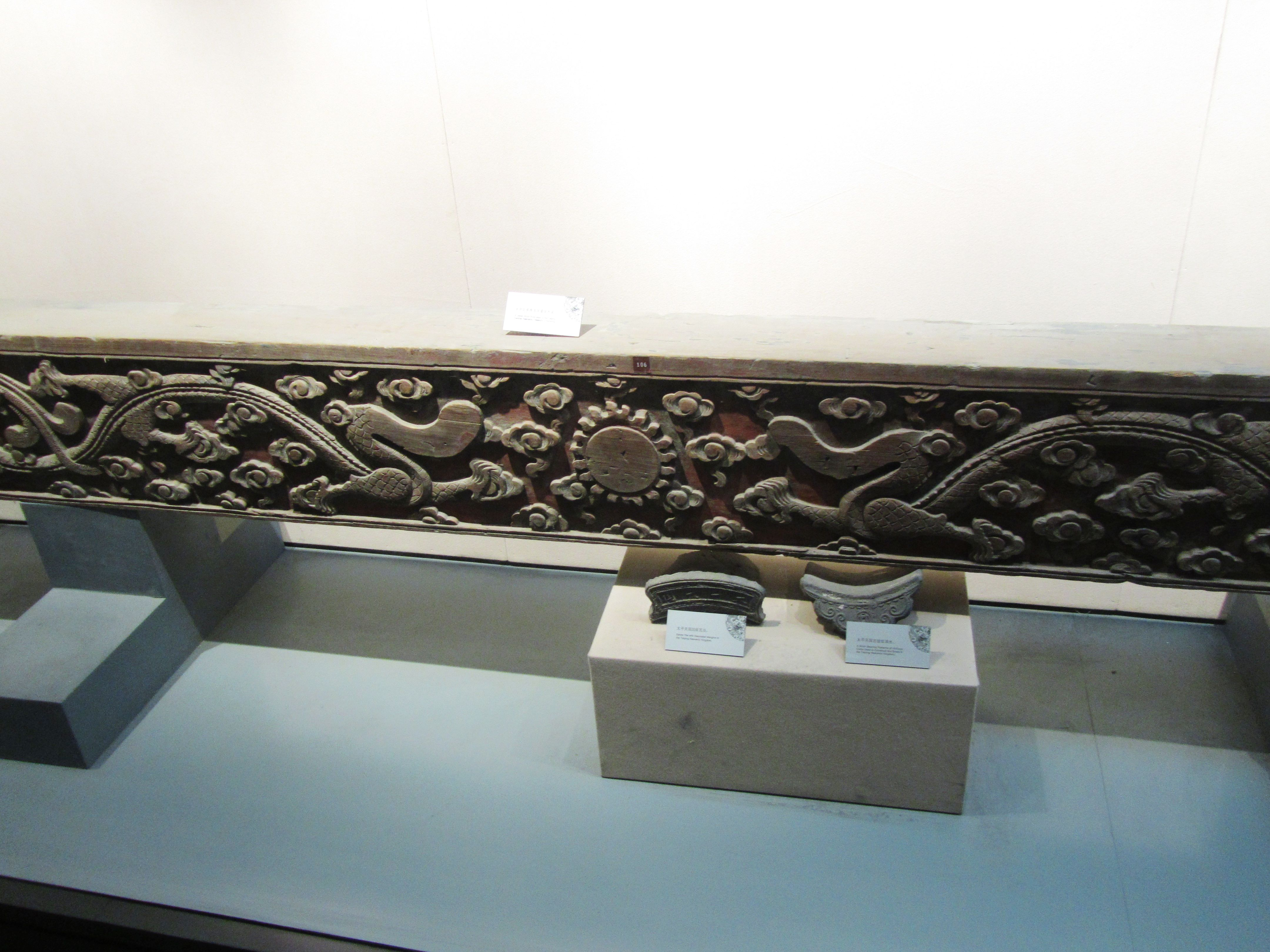
陈玉成英王府雕花梁架